# Lithraea brasiliensis

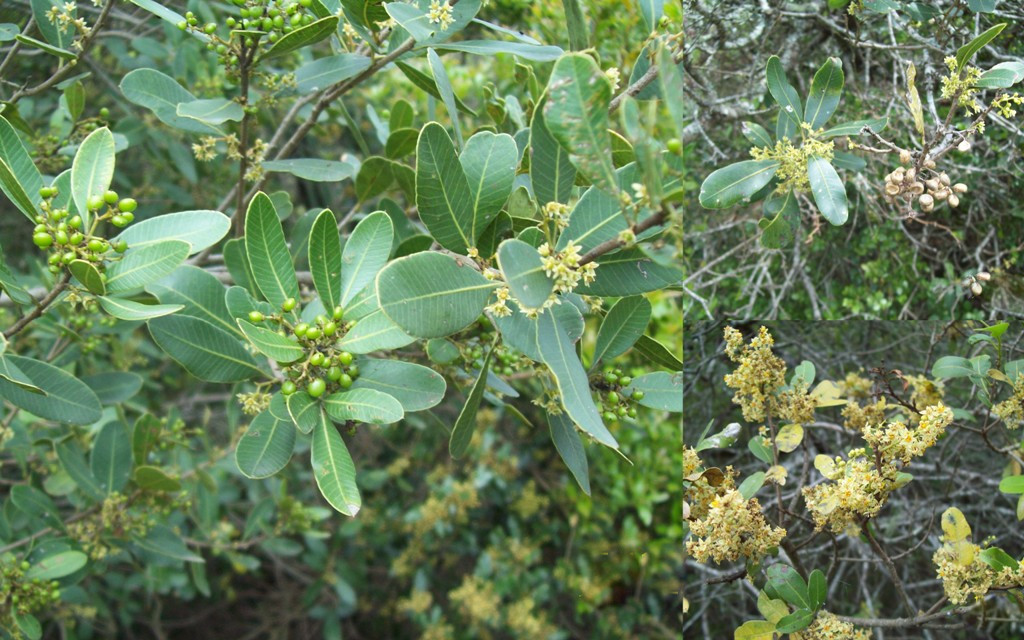
Vista de la planta

Lithraea brasiliensis, llamada comúnmente aruera, es una especie arbustiva o arbórea de 2 a 9 m de altura, perteneciente a la familia de las Anacardiáceas. Es nativa del centro-este de América del Sur, en el nordeste de la Argentina, Bolivia, el Cerrado de Brasil, y Uruguay.

## Descripción
Es inerme, de tronco rugoso, tortuoso. El follaje es persistente, verde oscuro. Hojas simples, subcoriáceas, de 5-8 cm de largo, oblongas hasta lanceoladas, glabras en ambas caras, borde entero y ondulado. Ápice agudo, apiculado. Flores pequeñas, amarillo verdosas; en panojas de 2-4 cm de long. Florece en primavera. El fruto es una drupa globosa de 3–4 mm de diámetro, verdosa; epicarpio papiráceo, al romperse expone las semillas, negras. Se produce un tinte con su cáscara.

## Hábitat
Su hábitat es el monte serrano. Y el área endémica de dispersión es América del Sur.

## Propiedades
Pertenece a la flora apícola y es una planta medicinal en la forma de extracto alcohólico, decocción, infusión. Diurético, hemostático, agente tónico, sedante. Y, propiedades antimicrobiales, antivirales, citotóxico, inmunomodulatorio. En contraste, es una planta venenosa debido a causar sensitividad alérgica, daño en piel, fiebre, y problemas visuales.

## Taxonomía
Lithraea brasiliensis fue descrita por (L.) Marchand y publicado en Rev. Anacard. 185. 1869.
Sinonimia
- Ehretia venulosa Spreng. Ex Eng. In Mart.,
- Lithraea australiensis Engl.,
- Lithraea verrucosa Miers ex Engl. In DC[4]